# Sturnira luisi
Sturnira luisi är en fladdermusart som beskrevs av Davis 1980. Sturnira luisi ingår i släktet Sturnira och familjen bladnäsor. IUCN kategoriserar arten globalt som livskraftig. Inga underarter finns listade i Catalogue of Life.
Arten förekommer i Centralamerika och nordvästra Sydamerika från södra Nicaragua till norra Peru. Det är inget känt om fladdermusens levnadssätt.